# Neri Nianguara
Neri Mantéi Nianguara –en griego, Νέρι Μαντέι Νιανγκουάρα– (Atenas, 14 de marzo de 1983) es una deportista griega que compitió en natación, especialista en el estilo libre.
Ganó tres medallas de bronce en el Campeonato Europeo de Natación entre los años 2004 y 2012.

## Palmarés internacional
| Campeonato Europeo | Campeonato Europeo | Campeonato Europeo | Campeonato Europeo |
| Año                | Lugar              | Medalla            | Prueba             |
| ------------------ | ------------------ | ------------------ | ------------------ |
| 2004               | Madrid (España)    | Medalla de bronce  | 100 m libre        |
| 2006               | Budapest (Hungría) | Medalla de bronce  | 100 m libre        |
| 2012               | Debrecen (Hungría) | Medalla de bronce  | 50 m libre         |